# Kaye Hall
Kaye Marie Hall, född 15 maj 1951 i Tacoma, är en amerikansk före detta simmare.
Hall blev olympisk guldmedaljör på 100 meter ryggsim vid sommarspelen 1968 i Mexico City.